# Teja Saksida
Teja Saksida, slovenska muzikologinja, pevka resne in zabavne glasbe iz Ljubljane, * 26. avgust 1978

## Študij in delo
Teja Saksida je bila dolgoletna članica mešanega mladinskega pevskega zbora Veter in drugih pevskih zborov, kjer je večkrat nastopila tudi kot solistka.
Zborovodkinja Urša Lah jo je že kot srednješolko usmerila na glasbeno področje.
Tako se je kasneje odločila za študij muzikologije na Filozofski fakulteti v Ljubljani, na Akademiji za glasbo pa solopetja v razredu prof. Irene Baar.
Leta 2005 je prejela Študentsko Prešernovo nagrado Akademije za glasbo.
Medijsko je postala bolj prepoznavna kot spremljevalni vokal Omarja Naberja v zmagovalni pesmi »Stop« na EMI in potem na izboru za Pesem Evrovizije 2005 v Kijevu, kjer pa sta z Omarjem obstala v polfinalu.
Od takrat nastopa v različnih glasbenih žanrih z različnimi vokalnimi in instrumentalnimi zasedbami: kot na primer z Orkestrom Slovenske vojske, s Policijskim orkestrom, z ansamblom Ljubljanske opere, s Preloškimi muzikanti, s Tanjo Zajc Zupan (na citrah) in klapo Gallus, s Pihalnim orkestrom Kovinoplastike Lož ali s skupino MO3MO.
Od leta 2009 je umetniška vodja Vokalnega kvarteta Stična, s katerim občasno skupaj nastopajo, vodi pa tudi skupino Reciklisti.
Z njimi je sodelovala v 6. sezoni oddaje Slovenija ima talent in prišla do polfinala.
Sicer je že več let učiteljica petja v različnih glasbenih šolah, rada dela s pevskimi zbori in kot članica strokovnih žirij sodeluje pri organizaciji mladinskih glasbenih festivalov Najstfest, festivala otroške popevke Brinjevka in tekmovanja mladih slovenskih glasbenikov TEMSIG (v kategoriji petja).

## Sodobna glasba
Teja poskuša s svojim delom približati sodobne skladatelje in resno glasbo širšemu občinstvu.
Tako je že izpeljala praizvedbe in predstavitve nekaterih del slovenskih avtorjev, kot so:
- Urška Orešič: Samospev v daljavi (leta 2000)[29]
- Vito Žuraj, Svetlana Makarovič: Mačka / The cat (leta 2004)[30][31]
- Nana Forte: V lovljenju besed med izštevanjem tišine (leta 2008 in 2010)[32][33]
- Petra Strahovnik: Panisteriah (leta 2010)[34]
- Brina Jež Brezavšček, Sapfo: Svatovska (leta 2011)[35]
- Bojana Šaljić Podešva: Ranljivost (leta 2014)[36][37]

## Glasbeni festivali

### Festival narečnih popevk
- 2005: »Štajerska hopsadri polka« (S. Stingl / M. Ravnjak Jauk / S. Stingl), skupaj z Rudijem Šantlom – 3. nagrada za najboljše besedilo[38][39]

### Etnokostel
- 2009: »Težko si ga onu majke«, skupaj s Preloškimi tamburaši[40][41]

## Diskografija
- CICIDO: Slovenske narodne in ponarodele pesmi za otroke (COBISS) (kaseta, Mladinska knjiga, 1989)
- Bitka talentov: za Božič (COBISS) (CD in digitalno, Nika, 2005)
- Omar Naber – Omar (COBISS) (kaseta, CD in digitalno, Nika, 2005)
- Festival narečnih popevk 2005 (COBISS) (CD, RTV Slovenija, 2005)
- APZ Tone Tomšič – Libera me: reminiscence izročila v novem / reminiscence in new forms, zborovodja Urša Lah (COBISS) (CD, Racman, 2005)
- Policijski orkester – Božično-novoletni koncert: v živo, dirigent Milivoj Šurbek (COBISS) (CD, RTV Slovenija, 2005)
- Kristina Brenkova – Pojte, pojte, drobne ptice, preženite vse meglice: Slovenske otroške pesmice (COBISS) (COBISS) (CD, Mladinska knjiga, 2005, 2007)
- Omar Naber – Kareem (COBISS) (CD in digitalno, Nika, 2007)
- Slovenija na Evroviziji: Nepozabne evrovizijske pesmi (COBISS) (CD, RTV SLovenija, 2015)
- Lovorka Nemeš Dular, Teja Saksida – Wagnerjeve muze (CD, 2018)[42]
- Žiga Stanič – Slovenska abeceda (COBISS) (CD, 2019)
- Tanja Zajc Zupan – Ljubljena (COBISS) (CD, 2020)
- MO3MO – Najin svet (digitalno, 2021)[14]